# Pseudosmittia paraconjucta
Pseudosmittia paraconjucta är en tvåvingeart som först beskrevs av Hardy 1960.  Pseudosmittia paraconjucta ingår i släktet Pseudosmittia och familjen fjädermyggor. Inga underarter finns listade i Catalogue of Life.